# Fristad hed
Fristad hed var en mötes- och lägerplats för Älvsborgs regemente åren 1797–1914 belägen i Fristad, Borås kommun.

## Historia
År 1797 samlades hela regementet vid mötesplatsen, det efter att endast använts för bataljonsmöten åren 1745–1797. I oktober 1914 lämnade regementet Fristads hed för att flytta in i sitt nyuppförda kasernetablissement i Borås. Mötesplatsen kom under somrarna åren 1915–1917 att användas för utbildning av reservofficerare. Även under beredskapsåren på 1940-talet användes kvarvarande delar för militära ändamål. 
Större delen av heden förvandlades under 1960-talet och 1970-talet till ett industriområde. Medan kvarvarande byggnader i lägret användas sedan 1923 av Fristads folkhögskola. I en av de före detta förrådsbyggnaderna ligger Fristads folkhögskolas museum, som skolan använder som undervisning för att få bilder av och kunskap kring samhällets historia.

## Galleri

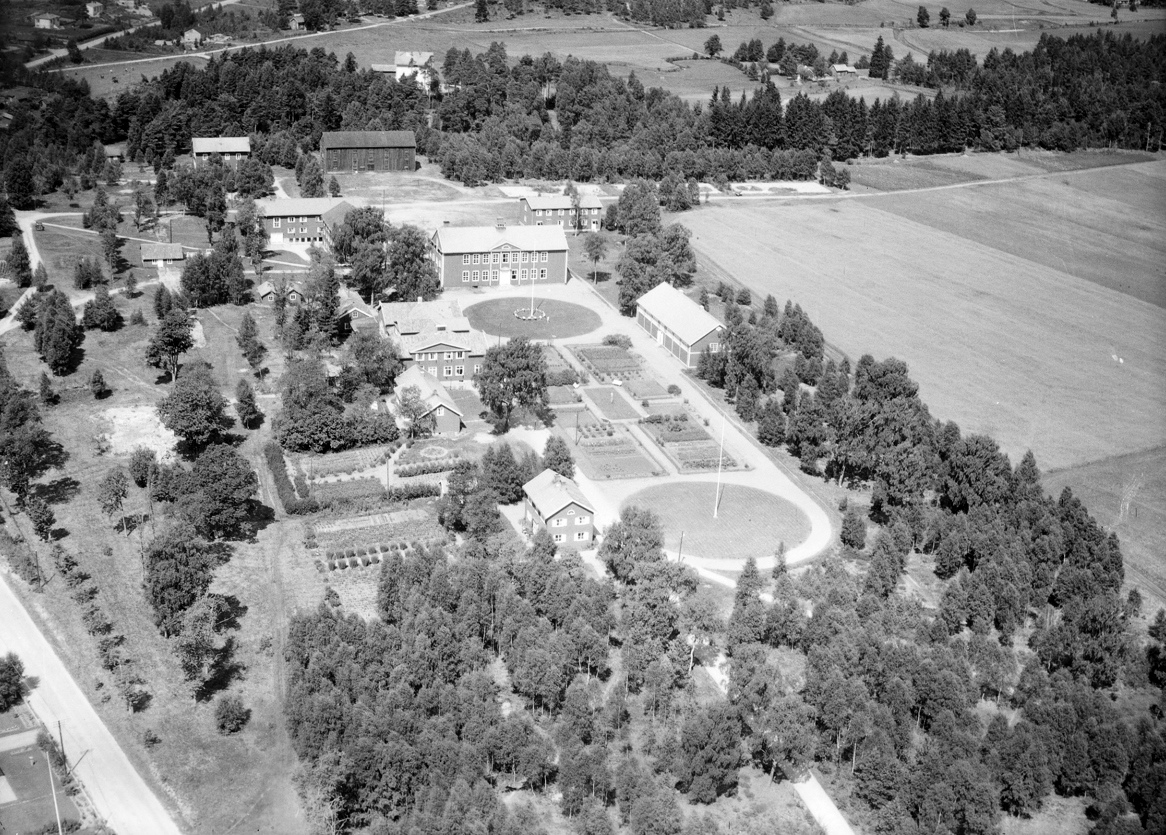
Det före detta lägret, 1947
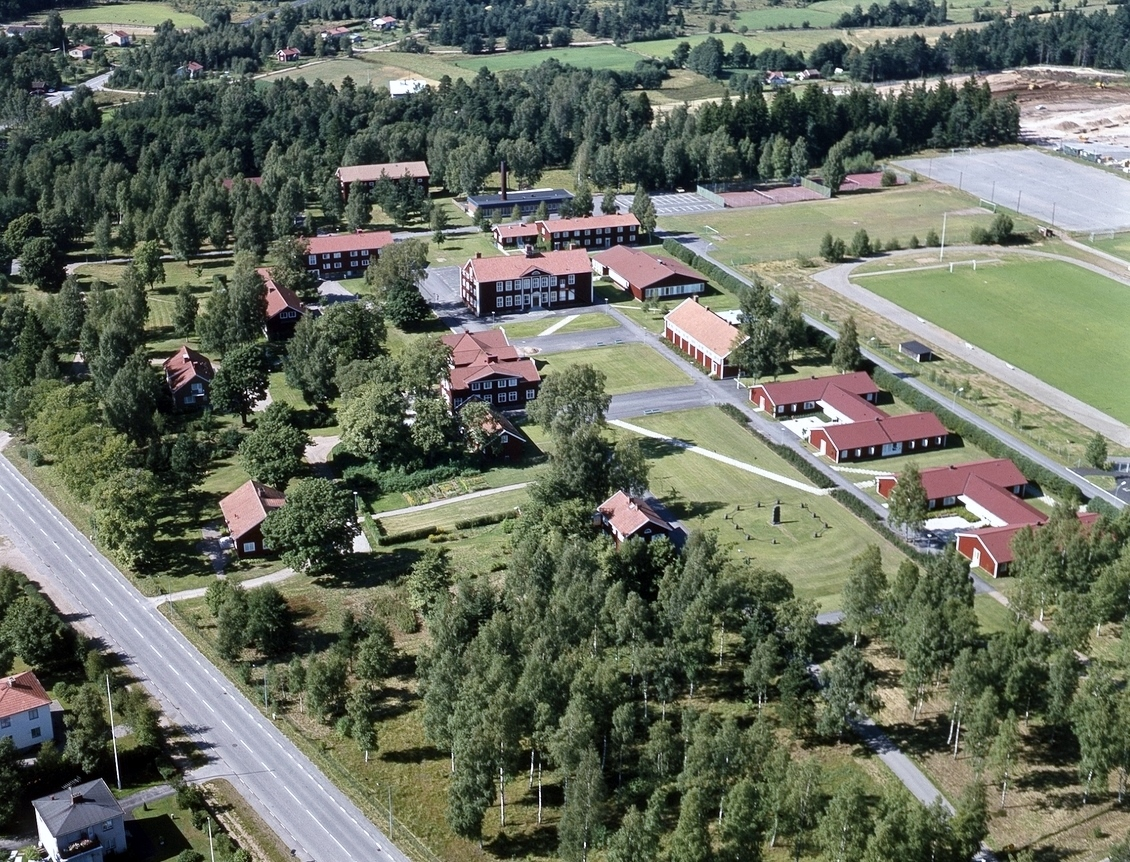
Det före detta lägret, 1973